# Lechriodus platyceps
Lechriodus platyceps és una espècie de granota que viu a Indonèsia.